# 남촌문학상
남촌문학상은 남촌 허준구 전 지에스(GS)건설 회장을 기리기 위해 제정된 문학상이다. 계간 문예가 주관하며 매년 소설과 수필 부문의 신간 가운데 우수한 작품을 선정하여 시상하며 상금은 소설 1천만원, 수필 500만원이다.

## 역대 수상 작품
- 2006년 1회 이순원 소설<푸른 모래의 시간> 주연아 수필 <신의 꿀밤>
- 이순원 <첫눈> 주연아 <연인을 위한 송가>
- 정목일 <아름다운 간격>
- 2008년 3회 루쉰 <꽃띠문학> 맹난자 수필집<라데팡스의 불빛> 윤영수 소설집<내안의 황무지>
- 2009년 4회 이정호 <노인정 산조>,<그들은 어디로 갔을까>(계간 문예 연재중 장편소설)[2]  김애양 수필집 <초대>
- 2010년 5회 하계열 시집 <탱고를 추세요> 최문희 <나비 눈물>[3]
- 2011년 6회 이덕화 <블랙 레인> 이정희 <사랑이란 이름으로 저지른 일들>
- 2012년 7회 조순향
- 2016년 8회 이민사회의 다양한 단면을 뛰어난 문체로 그리고 있어 참신하게 다가온 백복현 수필집<내 모니터 안의 화단>[4]